# Langelandsbroen
Langelandsbroen forbinder Langeland og Siø.
Broen, som er 774 m lang og 15.35 m bred, er projekteret af Anker Engelund. Det længste spand er 91 m, og den maksimale gennemsejlingshøjde er 26 m.
Broen fører en to-sporet vej (Primærrute 9), en cykelsti og et fortov over farvandet Rudkøbing Løb.
Indvielsen fandt sted den 10. november 1962.